# Región de Nzérékoré
Nzérékoré es una región de Guinea. Su capital es Nzérékoré. Esta es la región más occidental del país y colinda con los países de Sierra Leona, Liberia y Costa de Marfil. La región tiene un área de 37.658 km² y una población de 1.663.582 habitantes (2014).
Está formada por las siguientes seis prefecturas: Beyla, Guéckédou, Lola, Macenta, Nzérékoré y Yomou
- Datos: Q870146